# 舌小帯短縮症
舌小帯短縮症（ぜつしょうたいたんしゅくしょう、tongue-tied、 ankyloglossia）は、舌小帯が付着異常を起こしている状態で、「舌強直症」、「舌癒着症」、「舌小帯癒着症」、「短舌症」とも呼ばれる。舌運動の制限の程度によるが、乳児期には授乳障害、成長とともに器質的構音障害が生じる。形態不全、奇形、変形症の疾患群に分類される疾患である。舌小帯が短いため、舌を歯列より前に突き出そうとするとハート型になる。

## 原因
胎生期における舌原基と下顎歯槽粘膜の分離不全に、生後における舌障害の退縮障害が加わって成立するとされる。

## 治療法
程度に応じて、口腔外科、小児科、耳鼻科などで小帯切除術を行う。内容にもよるが、基本的に保険適用の対象となる。

## 頻度
有病率は、深田らの1960年の調査では15～19歳女性で0.56%、西が行った1969年の調査では全年齢で2.55%、東北大学が1989年に行った調査では2.3%であった。